# Бейбут Атамкулов
Бейбут Атамкулов (каз. Бейбіт Бәкірұлы Атамқұлов, 19 травня 1964, село Узинагаш, Жамбильський район, Алматинська область) — казахстанський дипломат. Міністр закордонних справ Казахстану (2018—2019).

## Біографія
Народився 19 травня 1964 році в селі Узинагаш, Жамбильського району, Алматинської області. У 1986 році закінчив Казахський політехнічний інститут ім. В. І. Леніна, інженер-металург; Санкт-Петербурзький державний університет економіки та фінансів (2000), економіст. Кандидат економічних наук, тема дисертації: «Регулювання інвестиційних процесів у соціальній сфері, на прикладі Республіки Казахстан» (2000). Володіє казахською, російською та англійською мовами.
У 1986—1991 рр. — плавильник, майстер, старший майстер рафінувального цеху, провідний інженер ГКС, провідний інженер, заступник начальника відділу ВЕС Чимкентського свинцевого заводу;
У 1991—1993 рр. — директор ВТФ «Черметекспорт», РВО «Казметаллекспорт»;
У 1993—1996 рр. — перший заступник генерального директора ДВК «Казахстан Сауда» Міністерства зовнішньоекономічних зв'язків Республіки Казахстан;
У 1996 році — перший заступник генерального директора ДАТ «Карагандинський металургійний комбінат»;
У 1996—2002 рр. — президент компанії «Рахат МеталС»;
У 2002—2006 рр. — президент, голова Ради директорів ДК «Рахат»;
У 2006 році — радник Посольства Республіки Казахстан у Російській Федерації;
У 2006—2007 рр. — радник-посланник Посольства Республіки Казахстан в Росії;
У 2007—2008 рр. — радник-посланник Посольства Республіки Казахстан у Ісламській Республіці Іран;
У 2008—2010 рр. — Генеральний консул Республіки Казахстан у Франкфурті-на-Майні (ФРН);
У 2010—2012 рр. — Надзвичайний та Повноважний Посол Республіки Казахстан у Малайзії;
У 2010—2012 рр. — Надзвичайний та Повноважний Посол Республіки Казахстан у Республіці Індонезія, Бруней-Даруссаламі, Республіці Філіппіни за сумісництвом;
У 2012—2014 рр. — відповідальний секретар Міністерства індустрії та нових технологій Республіки Казахстан;
У 2014—2015 рр. — відповідальний секретар Міністерства з інвестицій та розвитку Республіки Казахстан;
У 2015—2016 рр. — акім Південно-Казахстанської області;
У 2016—2018 рр. — Міністр оборонної та аерокосмічної промисловості Республіки Казахстан;
У 2018—2019 рр. — Міністр закордонних справ Казахстану;
У 2019—2022 рр. — Міністр індустрії та інфраструктурного розвитку Республіки Казахстан;